# Staromlínivka
Staromlínivka (en ucraniano: Старомлинівка; en ruso: Старомлыновка, romanizado: Staromlínovka) es un pueblo ucraniano perteneciente al óblast de Donetsk. Situado en el este del país, hasta 2020 era parte del raión de Velika Novosilka, pero actualmente es parte del raión de Volnovaja y centro del municipio (hromada) homónimo.
El pueblo está ocupado por Rusia desde marzo de 2022 en el marco de la invasión rusa de Ucrania. 

## Toponimia
Staromlínivka se conocía como Stari Kermenchik (en ucraniano: Старий Керменчик; en urrumano: Т’ерменчик) hasta el 7 de junio de 1946.

## Geografía
Staromlínivka se encuentra en el margen derecha del río Mokri Yali, afluente del río Vovcha, a 18 km de Velika Novosilka y 81 km al oeste de Donetsk.

## Historia
El asentamiento fue fundado en 1779 por colonos urrumanos (griegos hablantes de lenguas túrquicas) que emigraron de Crimea. El nombre original del sitio fue Kermenchik, sustituido por Stari Kermenchik en 1813. La población cultivaba trigo, avena, maíz, lino, mijo y criaba ganado.
El 5 de marzo de 2022, al comienzo de la invasión rusa de Ucrania, el pueblo fue tomado por las fuerzas rusas y pasó a ser administrado por la autoproclamada República Popular de Donetsk.

## Demografía
La evolución de la población de Staromlínivka entre 1859 y 2022 fue la siguiente:
| 1725                                                          | 3258 | 3745 | 3373 | 2635 | 2635 |
| (Fuente: Cities & Towns of Ukraine y UKRAINE: Größere Städte) |      |      |      |      |      |

Según el censo de 2001, la lengua materna de la mayoría de los habitantes, el 82,12%, es el ruso; del 16,04% es el ucraniano y del 0,8%, el griego.

## Infraestructura

### Arquitectura, monumentos y lugares de interés
El sitio más importante del pueblo es el museo de historia local, con más de 5000 objetos y que dan testimonio de la historia de la región, la cultura y la vida de los residentes locales. 

### Transporte
La carretera territorial T-0518 atraviesa el pueblo.

## Galería

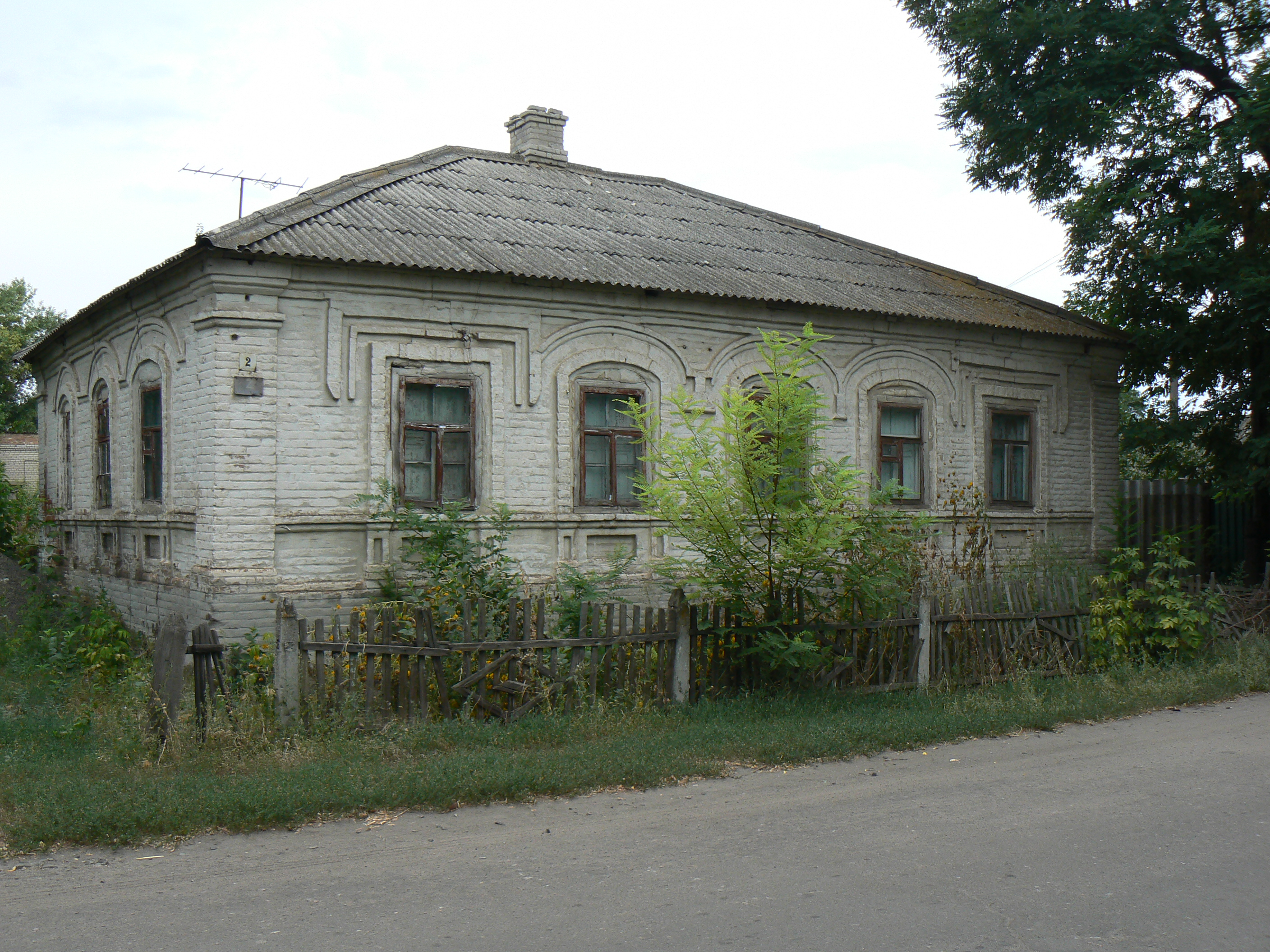
Antigua vivienda urrumana
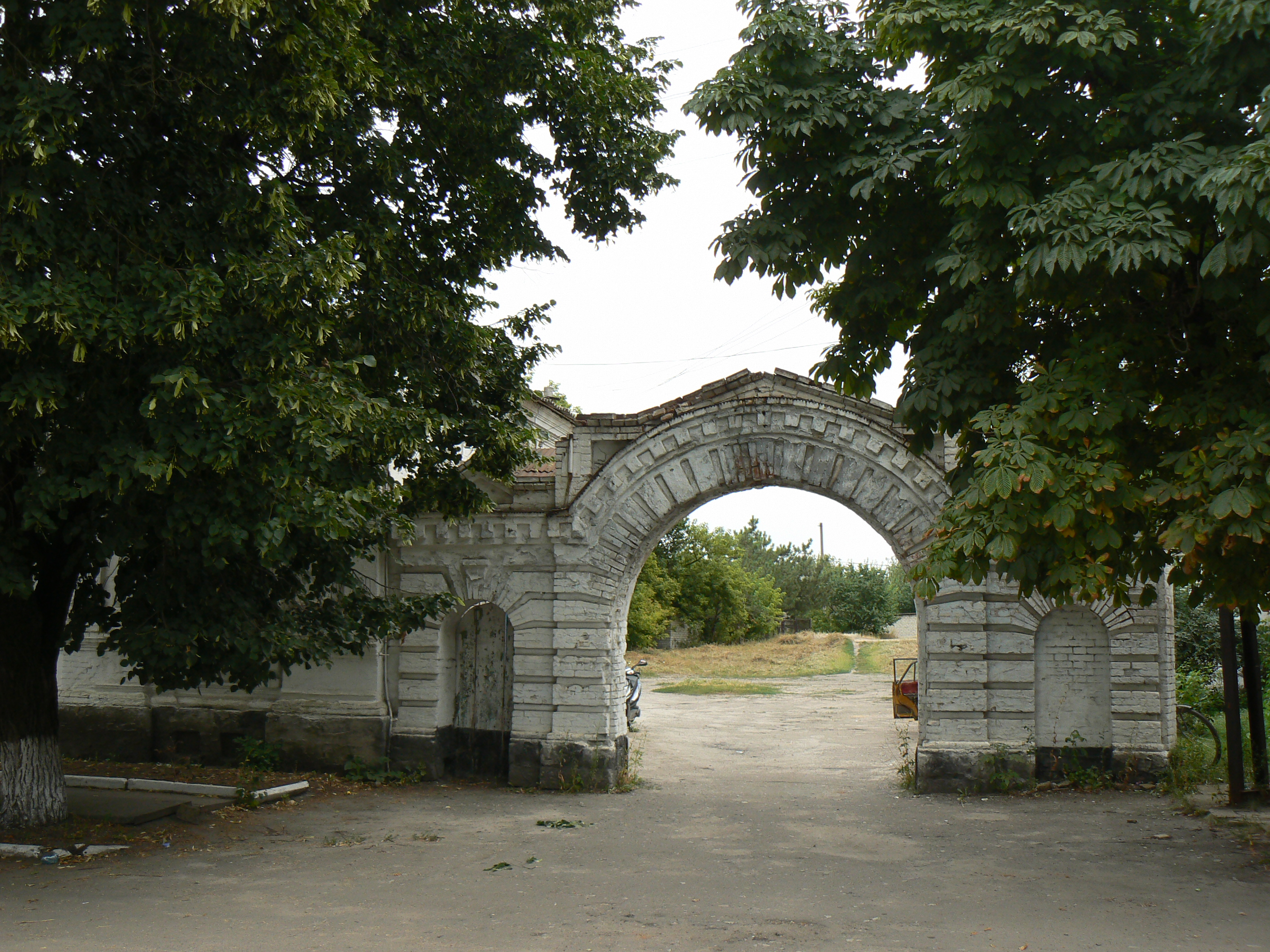
Puertas del museo de historia local
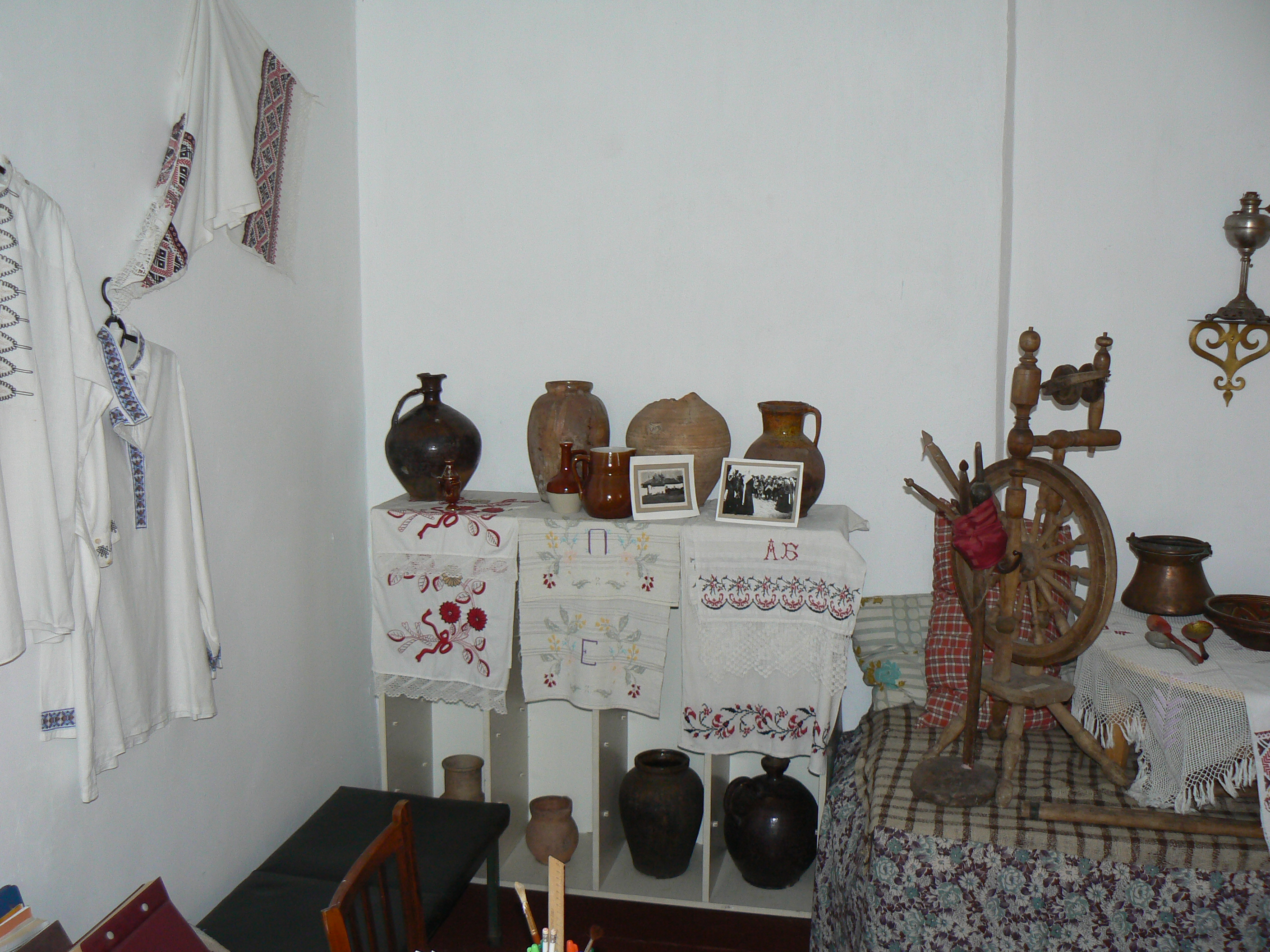
Interior del museo local